# Horoscope vietnamien
L'horoscope vietnamien (ou le Tử Vi en vietnamien) est une étude de prédiction du destin d'un individu à travers les astres des douze maisons, qui permet d'en savoir plus sur sa physionomie, son caractère, sa carrière, sa famille, ainsi que l'ensemble des éléments de sa vie. Il est très prisé par la plupart des classes sociales vietnamiennes (riches, moyennes ou pauvres, même les chefs d'État) qui cherchent souvent à connaitre les prédictions sur leurs sorts. 
Dans le Tử Vi, on peut déterminer les événements favorables ou défavorables en fixant les termes de dix ans, d'un an, d'un mois, d'un jour et d'une heure (en vietnamien : năm, tháng, ngày và giờ hạn). Le Hà Lạc du Yi King est un niveau plus élevé du Tử Vi. L'horoscope vietnamien est plus ou moins influencé par les deux horoscopes occidentaux ou chinois (Zi wei dou shu).

## Conversion des dates et heures
C'est le plus important : on doit convertir l'année, le jour, la date et l'heure de naissance du calendrier grégorien dans le calendrier lunaire (en vietnamien : Âm Lịch) et les heures lunaires qui changent selon les événements politiques au Viêt Nam (à voir le tableau ci-dessous). Parfois, les maîtres doivent faire 2 pièces de Tử Vi (2 lá số) pour comparer l'exactitude des heures lunaires.
| Signes zodiaques vietnamiens                        | Tý rat  | Sữu buffle | Dần tigre | Mão chat | Thìn dragon | Tỵ serpent | Ngọ cheval | Mùi chèvre | Thân singe | Dậu coq | Tuất chien | Hợi cochon |
| Heures de l'Indochine française                     | 23 - 01 | 01 - 03    | 03 - 05   | 05 - 07  | 07 - 09     | 09 - 11    | 11 - 13    | 13 - 15    | 15 - 17    | 17 - 19 | 19 - 21    | 21 - 23    |
| Heures de Tokyo 1er avril 1945                      | 01 - 03 | 03 - 05    | 05 - 07   | 07 - 09  | 09 - 11     | 11 - 13    | 13 - 15    | 15 - 17    | 17 - 19    | 19 - 21 | 21 - 23    | 23 - 01    |
| Heures de la République du Vietnam 1er janvier 1960 | 24 - 02 | 02 - 04    | 04 - 06   | 06 - 08  | 08 - 10     | 10 - 12    | 12 - 14    | 14 - 16    | 16 - 18    | 18 - 20 | 20 - 22    | 22 - 24    |
| Heures du Viêt Nam (après le 30 avril 1975)         | 23 - 01 | 01 - 03    | 03 - 05   | 05 - 07  | 07 - 09     | 09 - 11    | 11 - 13    | 13 - 15    | 15 - 17    | 17 - 19 | 19 - 21    | 21 - 23    |

Exception pour les étrangers, on doit convertir l'heure selon l'heure de UTC/GMT qui est UTC/GMT au Việt Nam et en Thaïlande.

## Les 5 éléments essentiels
- Fer (Kim)
- Bois (Mộc)
- Eau (Thủy)
- Feu (Hỏa)
- Terre (Thổ)

En vietnamien, Ngũ Hành: Kim, Mộc, Thủy, Hỏa, Thổ et leurs fonctions peuvent être mutuelles ou opposées (en vietnamien : Tương Sinh - Tương Khắc)

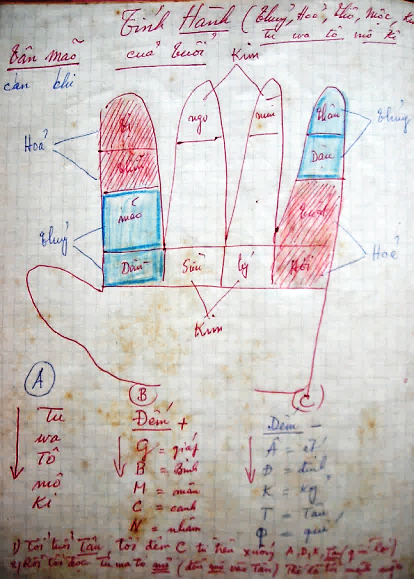
Compter sur les doigts pour obtenir l'âge selon les 5 éléments.

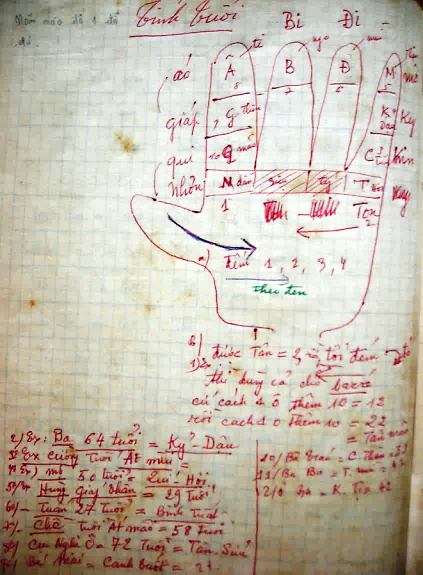
Pour obtenir l'âge combiné avec les troncs célestes et les signes zodiaques ci-dessous.

## Les 10 troncs célestes
Il existe 10 troncs célestes (Thập Can). Leurs fonctions peuvent être combinées ou destructives (en vietnamien : Hợp - Phá).
1. Giáp (+)
2. Ất (-)
3. Bính (+)
4. Đinh (-)
5. Mậu (+)
6. Kỷ (-)
7. Canh (+)
8. Tân (-)
9. Nhâm (+)
10. Quý (-)

## Les 12 signes du zodiaque vietnamien
Les 12 signes du zodiaque vietnamien (Thập Nhị Chi) sont :
1. rat (Tý)
2. buffle (Sữu)
3. tigre (Dần)
4. chat (Mão)
5. dragon (Thìn)
6. serpent (Tỵ)
7. cheval (Ngọ)
8. chèvre (Mùi)
9. singe (Thân)
10. coq (Dậu)
11. chien (Tuất)
12. cochon (Hợi)

## Les 12 maisons ou palais
Il existe 12 maisons ou palais (Cung) :
1. Le soi-même (Mệnh ou Thân qui est à consulter à partir de 30 ans). Ils sont situés dans une même maison ou deux autres séparées.
2. Parents (Phụ mẫu)
3. Bonheur ou malheur hérité de ses ancêtres, qui se rapproche du Karma (Phúc đức)
4. Immobilier, maisons et les terrains (Điền trạch)
5. Carrière (Quan lộc)
6. Serviteurs et relations (Nô bộc)
7. Vie sociale, voyages (Thiên Di)
8. Maladies et accidents (Tật ách)
9. Finance, argent (Tài bạch)
10. Enfants (Tử tức)
11. Mariage (Phu thê)
12. Fratrie (Huynh đệ)

Chaque maison correspond à un an que l'on appelle un terme d'un an (Tiểu hạn) et le Đại hạn est un terme de dix ans. Les termes d'un et de dix ans seront consécutivement favorables (+) ou défavorables (-).

## Les 14 astres principaux
Il y a 14 astres principaux (chính tinh) :
1. Tử Vi : le suprême des astres (pouvoir, finance, carrière, bonheur, sagesse)
2. Liêm Trinh : carrière, prison, le 2e séducteur
3. Thiên Đồng : bonheur, calme
4. Vũ Khúc : finance, argent, courage
5. Thái Dương : symbole du soleil, grand-père, père et mari, carrière, pouvoir
6. Thiên Cơ : charitable, fraternité, bonheur
7. Thiên Phủ : pouvoir, finance, richesse, prestige
8. Thái Âm : symbole de la lune, grand-mère, mère, femme et immobilier
9. Tham Lang : néfaste, débauche, ambitieux, prestige au bonheur et malheur
10. Cự Môn : déranger, ennuyer, malheur, justice
11. Thiên Tướng : symbole du pouvoir d'un général, audace, prestige et carrière
12. Thiên Lương : symbole de la longévité, parents, et bonheur
13. Thất Sát : pouvoir, téméraire et risque
14. Phá Quân : détruire, méchant, perdre et risque

## Les astres auxiliaires
Les astres auxiliaires sont appelés Những bộ phụ tinh en vietnamien, à voir sur leurs mouvements sur la méthode de tirage d'un Tử Vi. Par exemple :
- F. Le Cercle de (Vòng) Tràng Sinh: choisir le Kim Cục et Tràng Sinh commence par les mouvements en avant (→) ou arrière (←) selon les (+) et (-) Kim Cục  - Tràng Sinh - Mộc Dục - Quan Đới - Lâm Quan - Đế Vượng - Suy - Bệnh - Từ - Mộ  - Tuyệt - Thai Dưỡng
- G. Le Cercle de (Vòng) Lộc Tồn: Kỷ (K) est le 6ème tronc céleste  qui est dans la maison/carré et commence par les mouvements en avant (→) ou en arrière (←) selon les (+) et (-): Lộc Tồn Bác Sĩ - Lực Sĩ - Thanh Long - Tiểu Hao - Tướng Quân - Tấu Thư - Phi Liêm - Hỷ Thần - Bệnh Phù - Đải Hao - Phục Bình - Quan Phủ

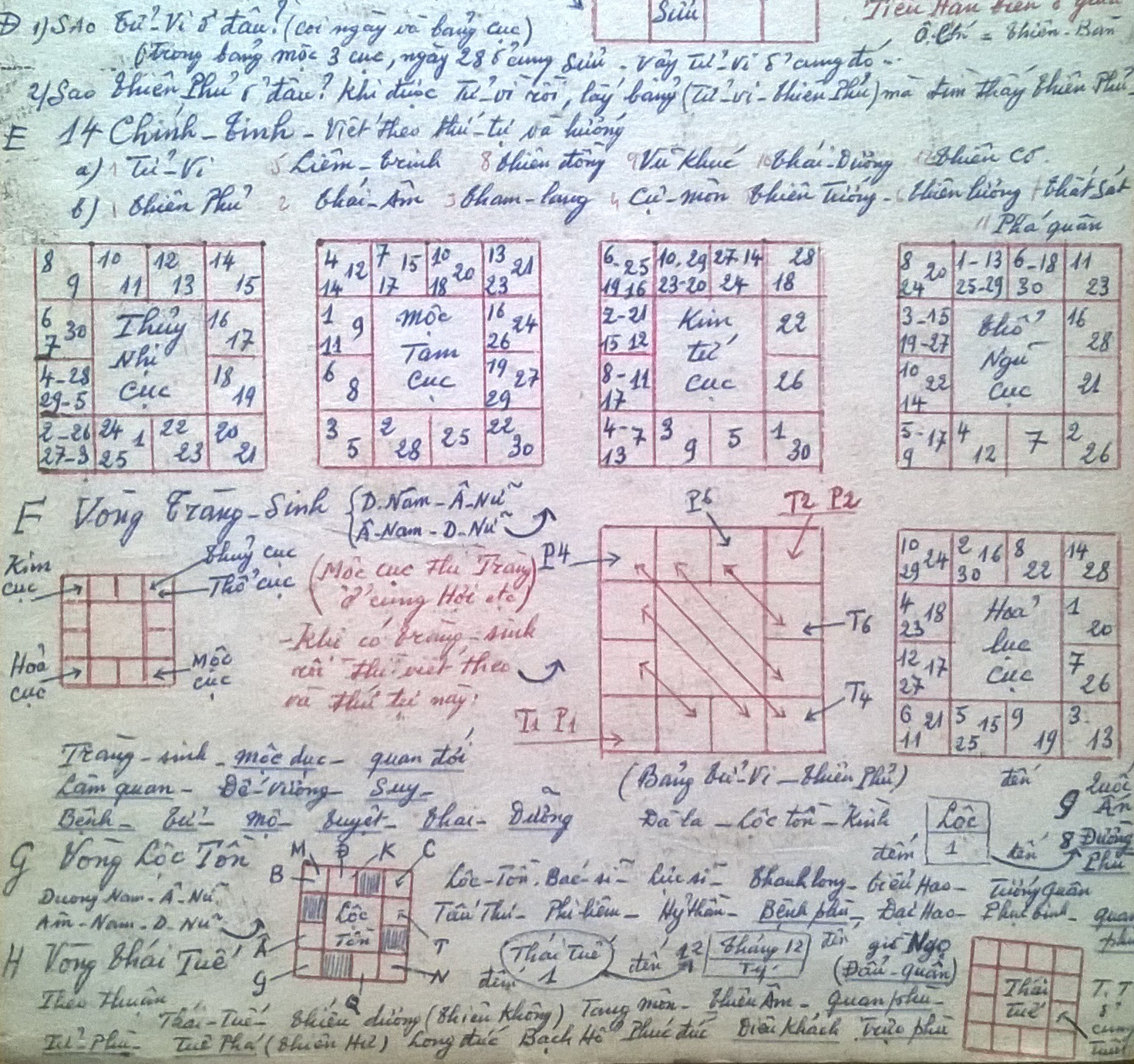
Dispositions des Astres. Exemples sur le Tử Vi de M. Đào Sĩ Chu.

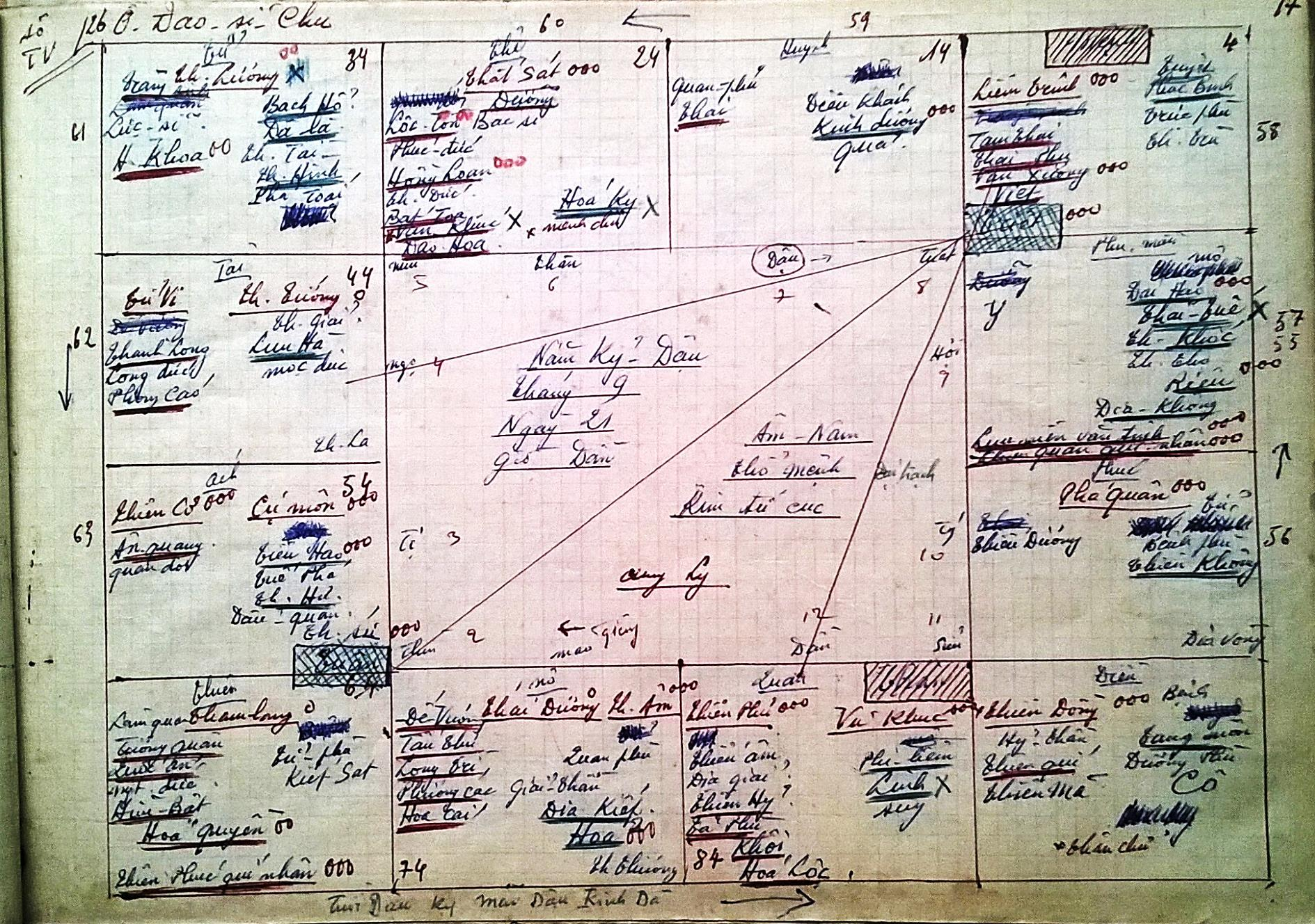
Tử vi de M. Đào Sĩ Chu, artiste peintre.

## Les deux empêchements
1. Triệt (affecté seulement jusqu'à l'âge de 30 ans)
2. Tuần (influencé dans toute la vie)

Les deux Triệt et Tuần sont placés séparément ou ensemble devant les maisons et ils ont leurs effets réciproques sur les astres.
Exemple : Meilleur astre devant Triệt ou Tuần = mauvais ou moins bon astre. Mauvais astre devant Triệt ou Tuần = moins mauvais ou neutralisé.

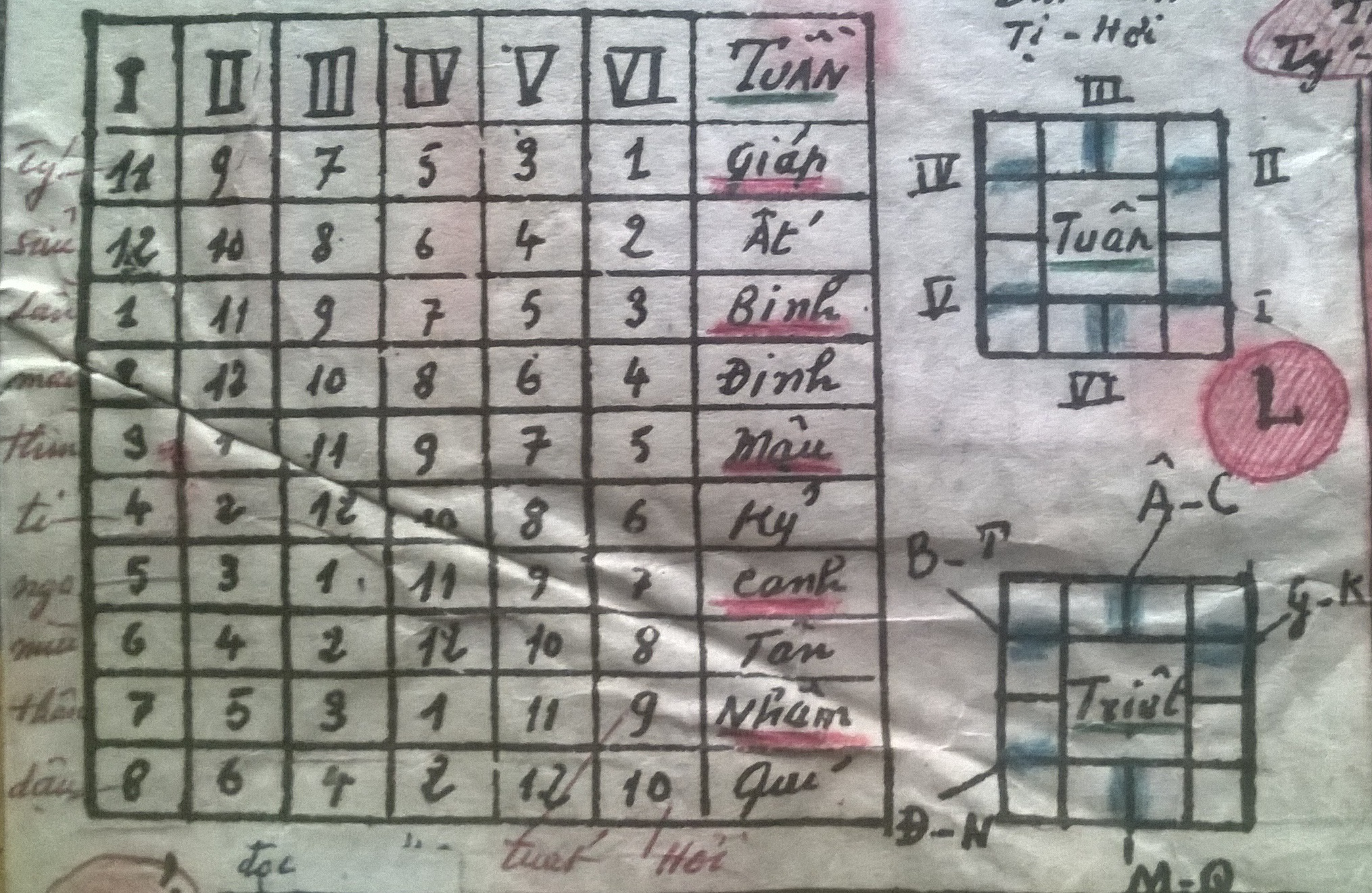
Emplacements des Tuần et Triệt. Exemple: Selon le tableau de Tuần codé de I à VI, l'année Kỷ Dậu (8), l'emplacement de Tuần est V dans le 1er carré/dessin tandis que Triệt est G (Giáp) K (Kỷ) dans le 2ème carré/dessin

## Les effets des astres principaux et auxiliaires et la Méthode de tirage d'un Tử Vi
Selon leurs positions dans les 12 maisons, ils sont soit meilleurs (Miếu địa 000), soit favorables (Vượng địa ooo), soit bons (Đắc địa o) ou passables (Bại địa x) et mauvais (Tuyệt địa X) à voir sur le tableau ci-joint.
Avant 1975, on devait utiliser cette méthode manuelle ci-joint pour tirer un Tử Vi. Maintenant, on peut obtenir facilement un Tử Vi avec ses commentaires par ordinateur

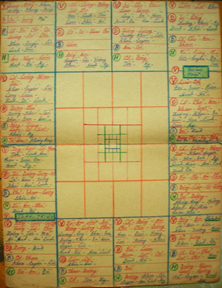
Effets des astres principales et auxiliaires

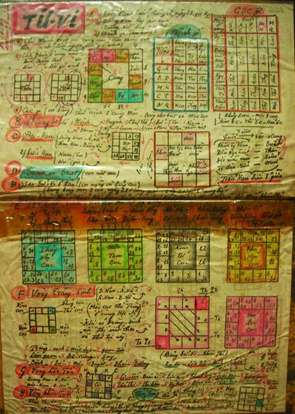
Méthode de tirage d'un Tử Vi (recto)

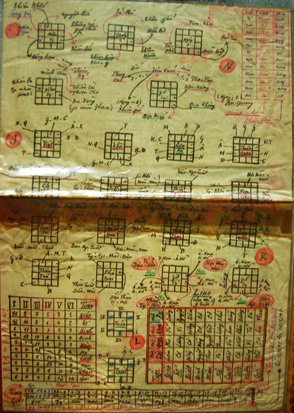
Méthode de tirage d'un Tử Vi (verso)

## Commentaires
Giải đoán lá số tử vi (en vietnamien). Les commentaires sont basés sur les conditions ci-dessous :
1. Référence sur le terme de 10 ans (Đại hạn) et le terme d'un an (Tiểu hạn)
2. Les 5 éléments essentiels et leurs fonctions mutuelles ou opposées (Tương Sinh - Tương Khắc) de la Maison (Cung) et le soi-même (Mệnh) de l'an. Exemple: l'année Mậu Tuất (2018), bois, l'arbre sur le champ (Mộc, Bình địa mộc)
3. Les astres et leurs combinaisons de l'an (Tiểu hạn).
4. Les règles (Cách Tử Vi)
5. Les dispositions (Cục Tử Vi)
6. Les expériences de maîtres sont très importants et les renommés sont Maître Nguyễn Phát Lộc, Maître Thiên Lương[17]...
7. Exception: Le karma favorable pourrait améliorer le destin (en vietnamien : Đức năng thắng Số)

## Hà Lạc, niveau plus élevé du Tử Vi
Un niveau plus élevé du Tử Vi est le Hà Lạc ou le Hà Lạc Bát Tự qui est une méthode de divination basée sur les mouvements des 64 Koua du Bagua, l'influence du yin - yang, le changement des cinq éléments, combinés avec les données principales du Tử Vi (l'heure, date du calendrier lunaire...). Ci-dessous, ce sont les deux plans chiffrés et colorés pour les études de Hà Lạc:

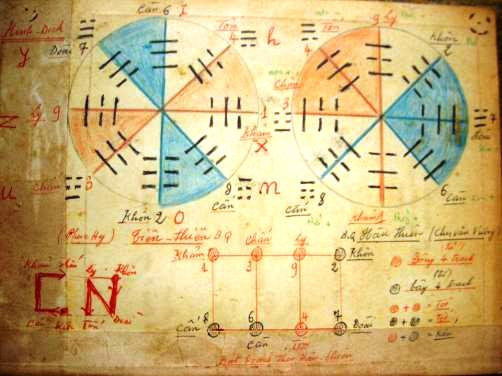
Tableau Hàà gauche (Pré Bagua de Fuxi, Tiên Thiên Bá Quái), Écriture Lạc à droite (Post Bagua de Zhou Wen Wang, Hậu Thiên Bát Quái)

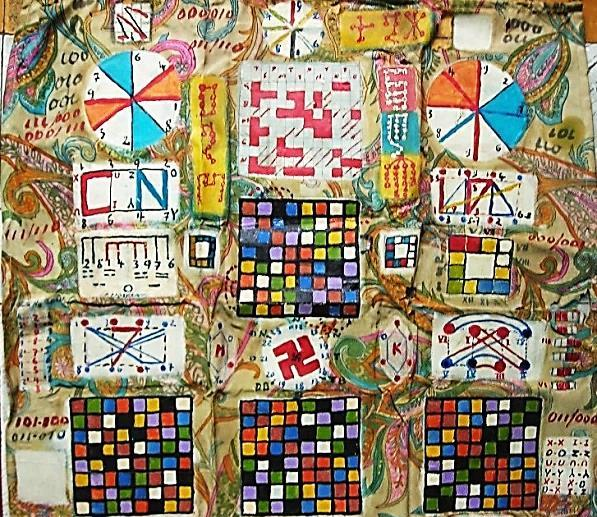
Plan général de Hà Lạc chiffré et coloré, inclus leurs mouvements

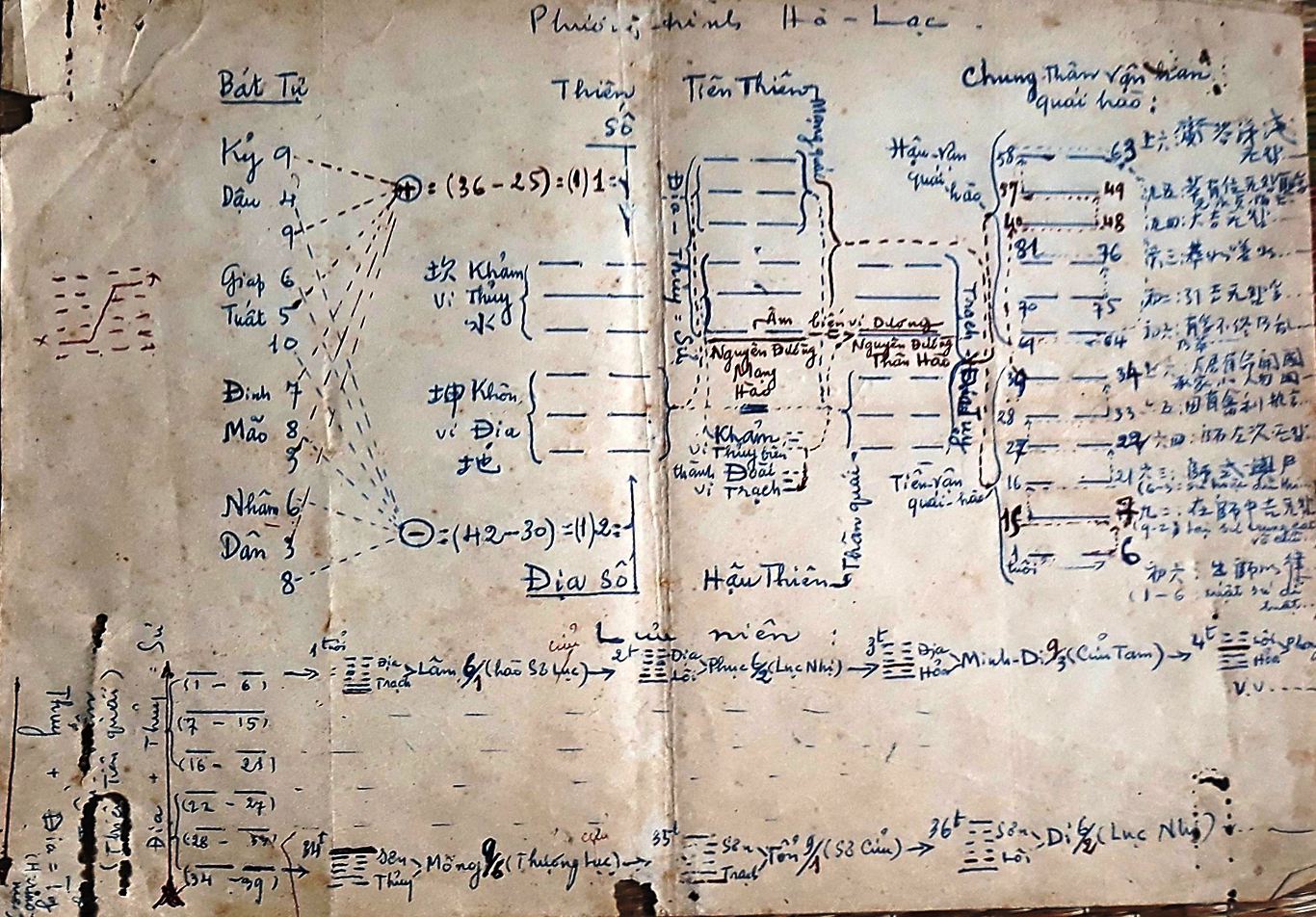
Hà Lạc, méthode de divination 1

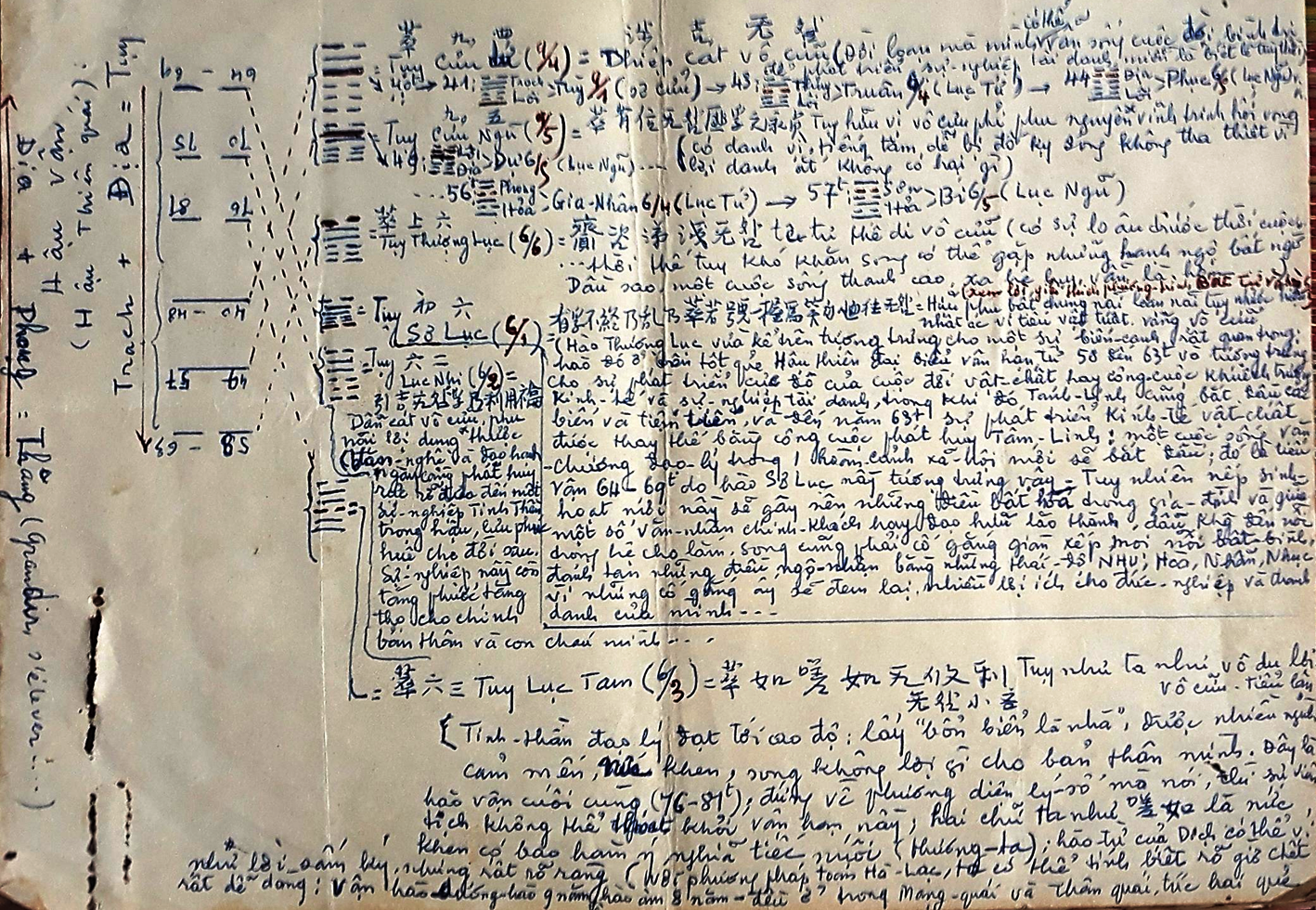
Hà Lạc, méthode de divination 2, écrites par Maître Nguyễn Thọ Dực

## Application des études de Hà Lạc
Basé sur le Plan général de Hà Lạc, les études sont calculées et présentées ci-après:

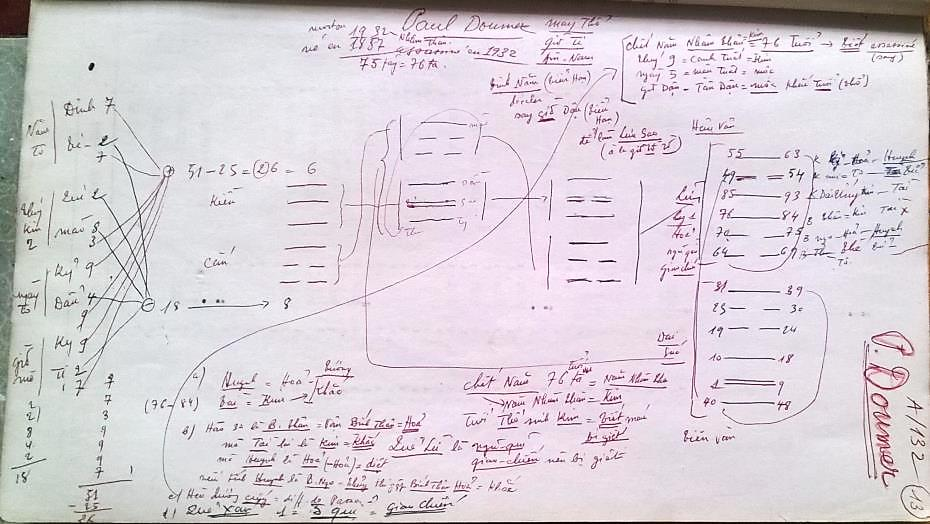
Paul Doumer, ex-governeur de l'Indochine

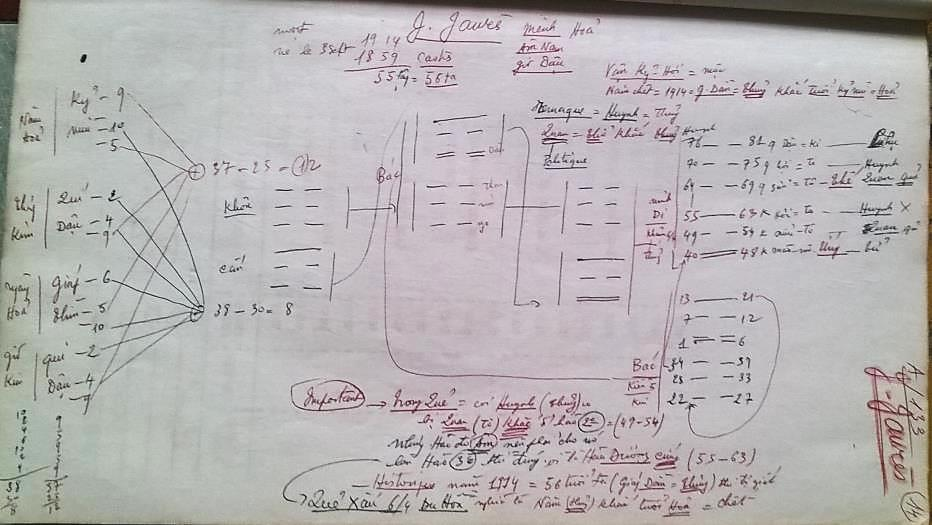
Jean Jaurès, politicien français, assassiné à Paris

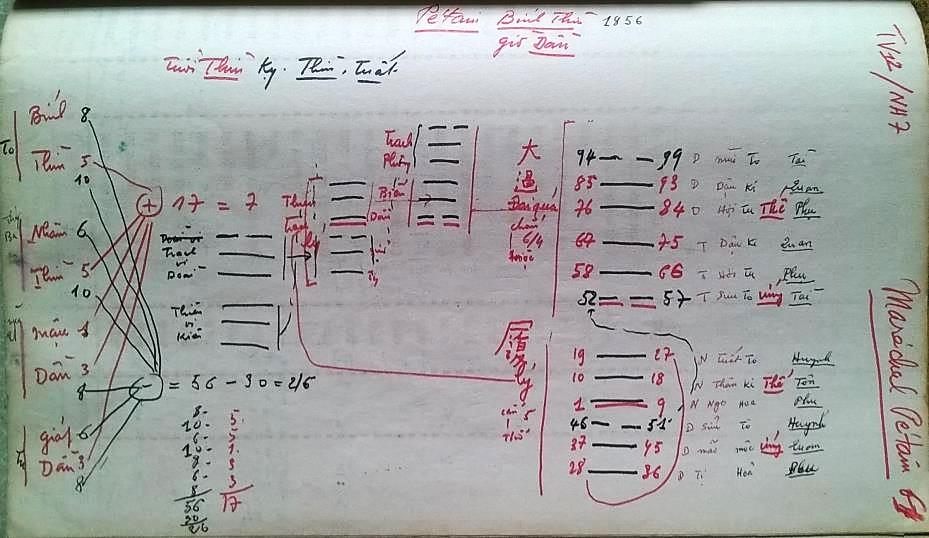
Maréchal Pétain

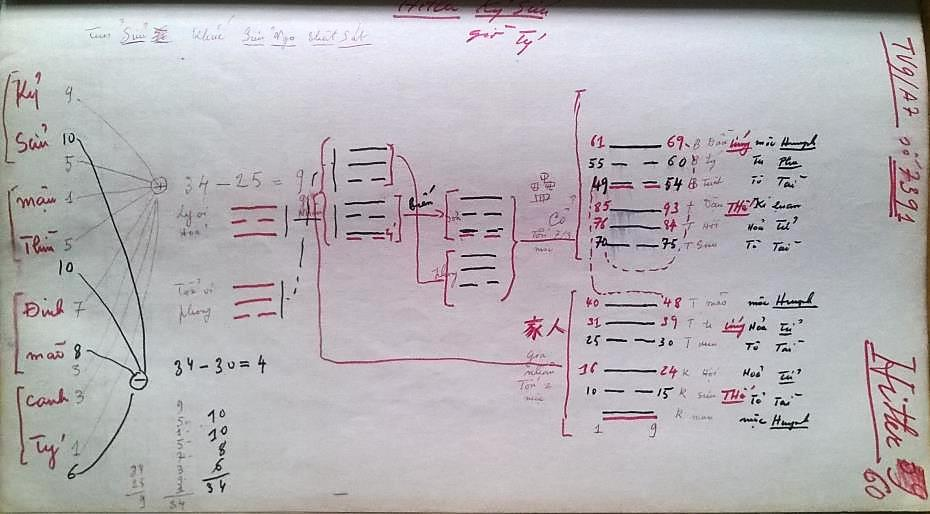
Adolf Hitler, dictateur nazisme

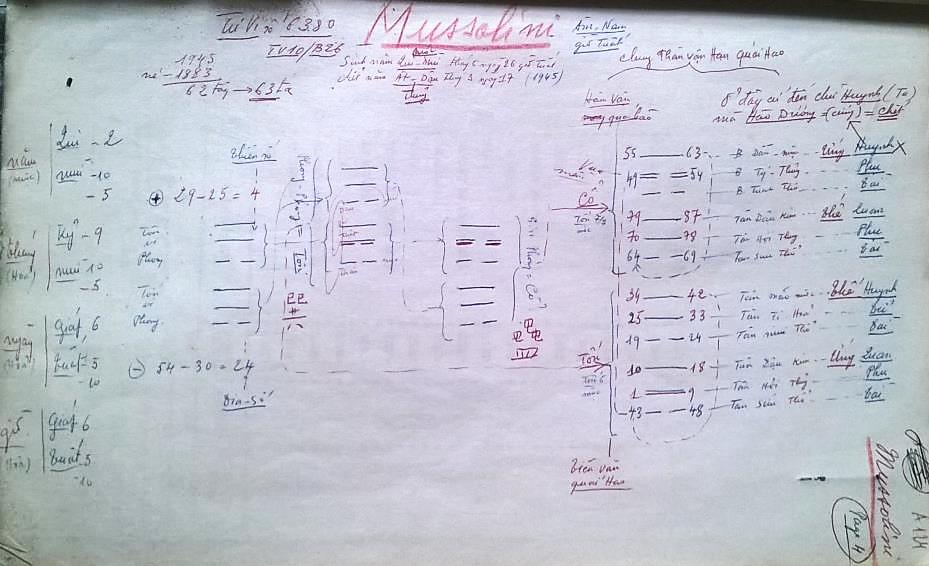
Benito Mussolini, ditacteur fasciste

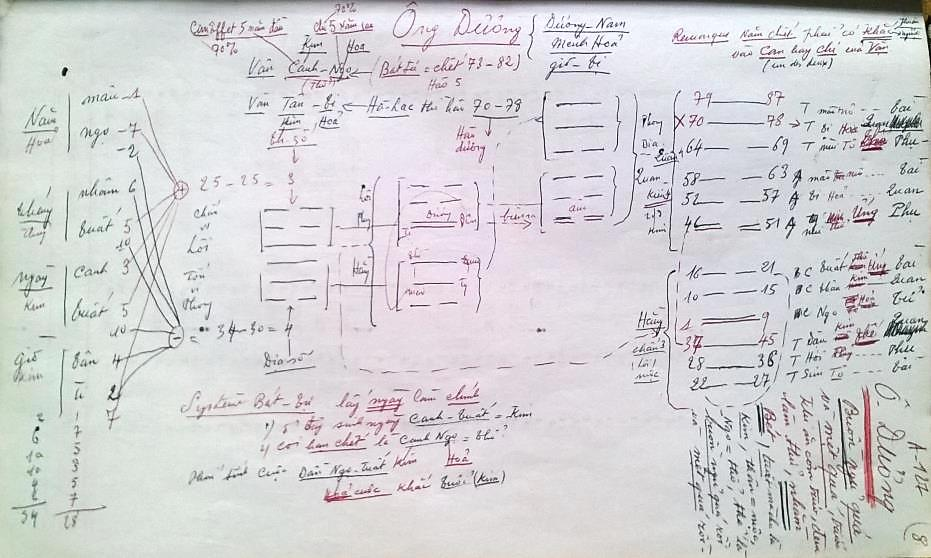
Nguyễn Văn Dương, pharmacien d'état

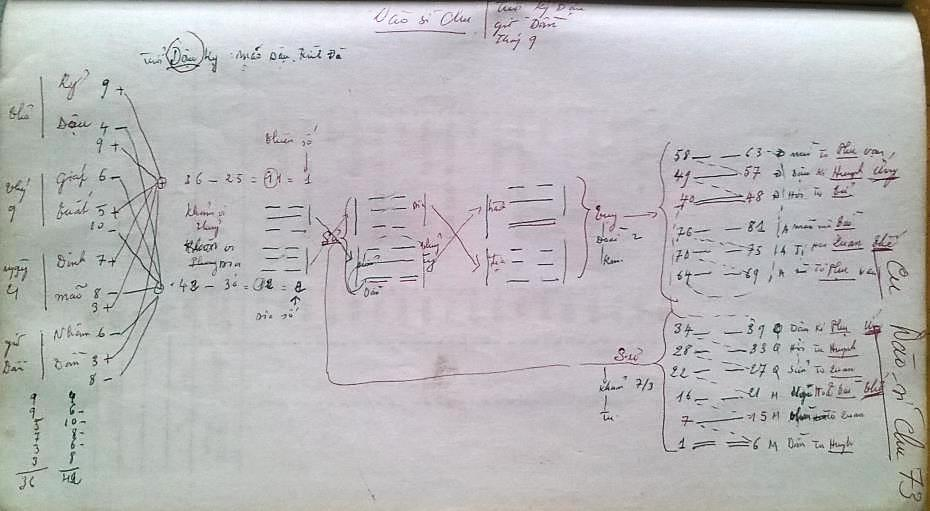
Đào Sĩ Chu, ex-professeur universitaire et artist peintre

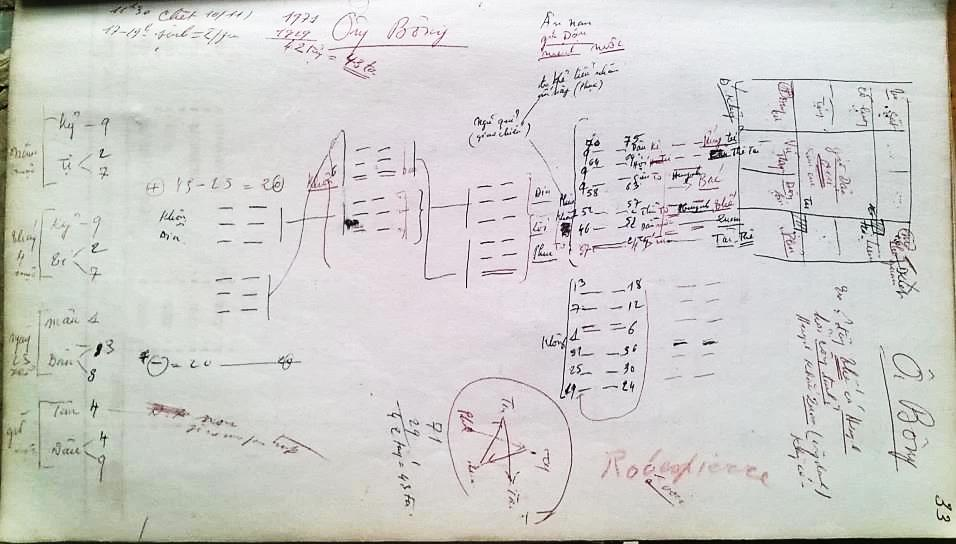
Nguyễn Văn Bông, directeur de l'Institut d'Administration Nationale de Saigon, assassiné en 1971

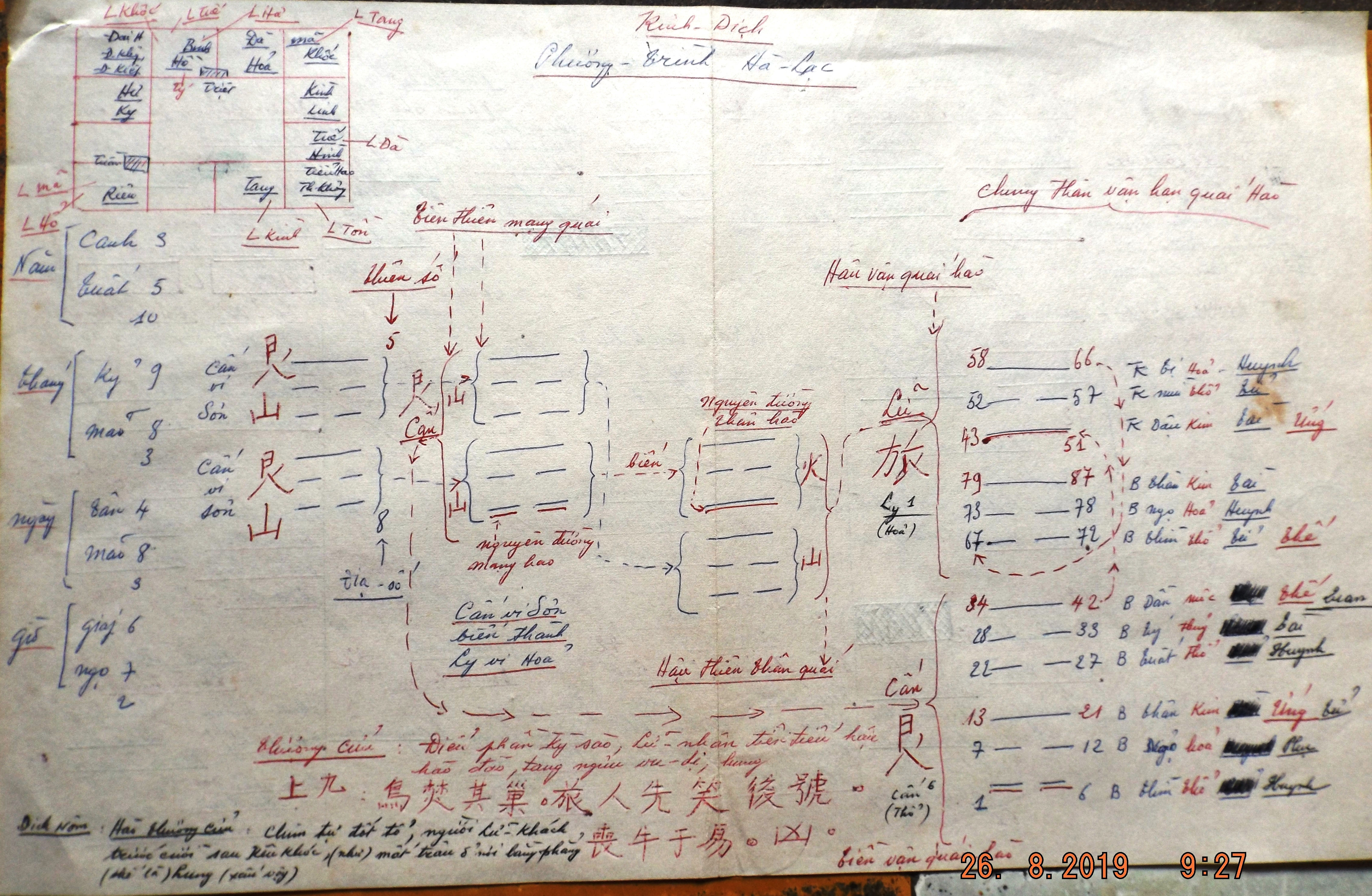
Hoàng Thế Phiệt, ex-sénateur de la RVN (à voir son Tử Vi ci-dessus)

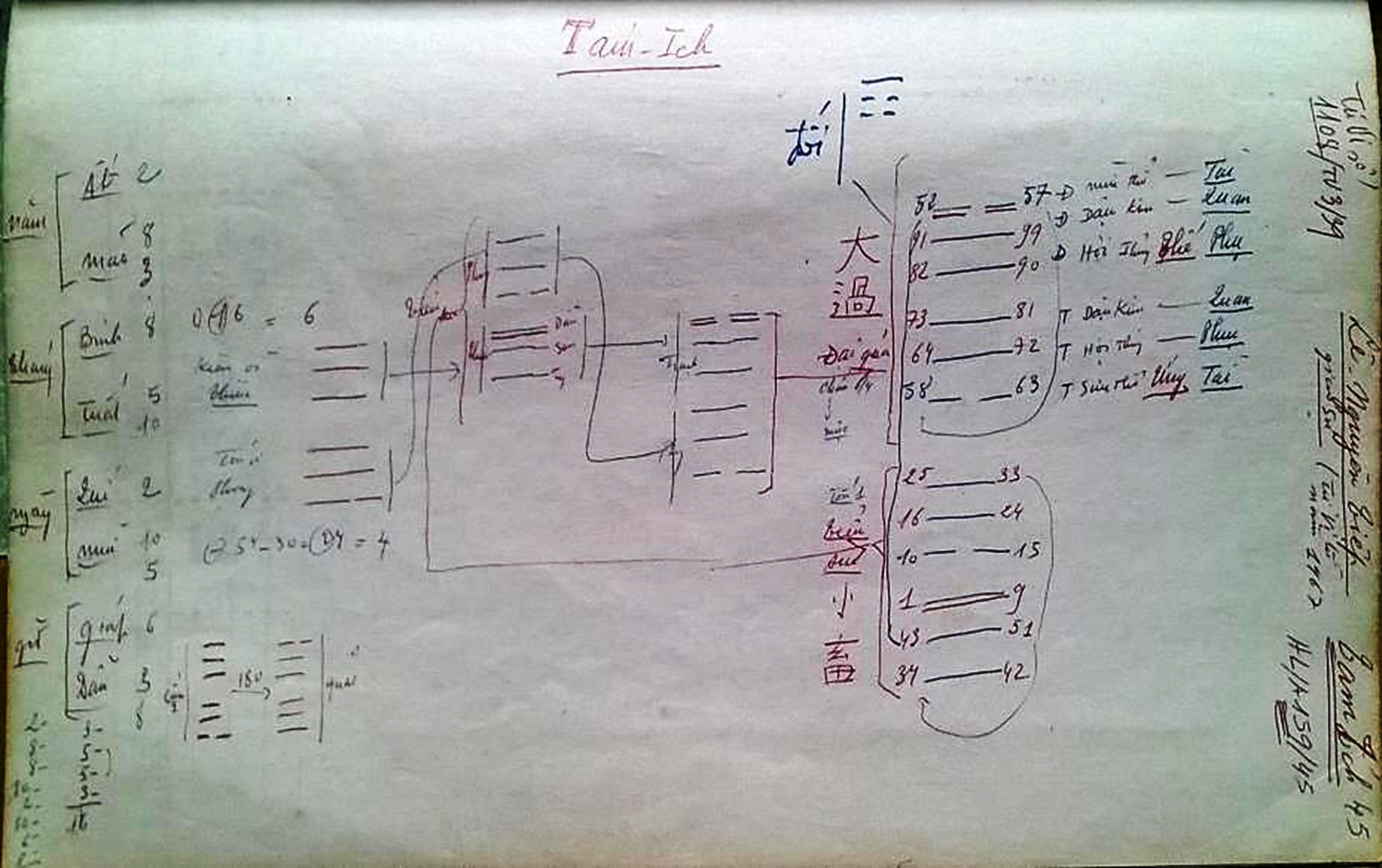
Tam Ích - Lê Nguyên Tiệp, écrivain indépendant, se sucider en se pendant à Saigon 1972

## Commentaires de Hà Lạc

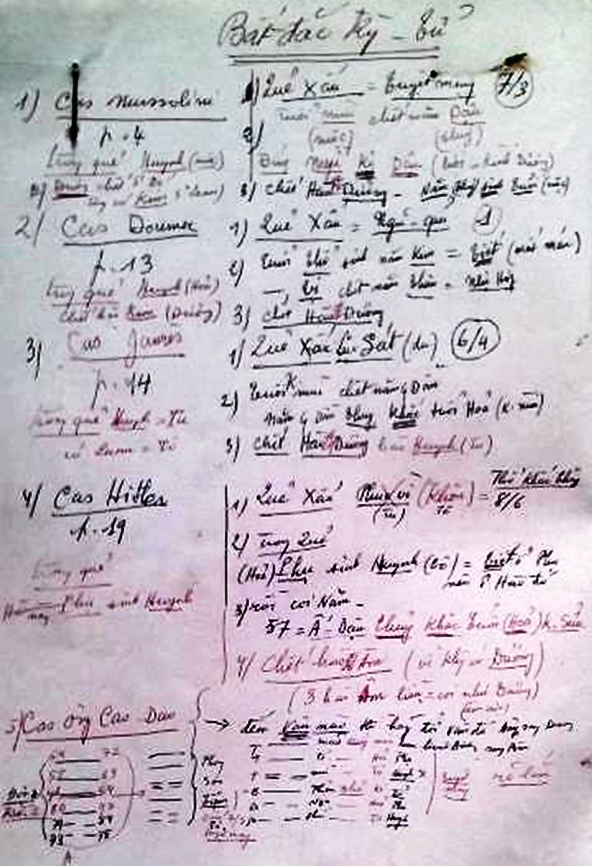
Commentaires des cas des morts brusques

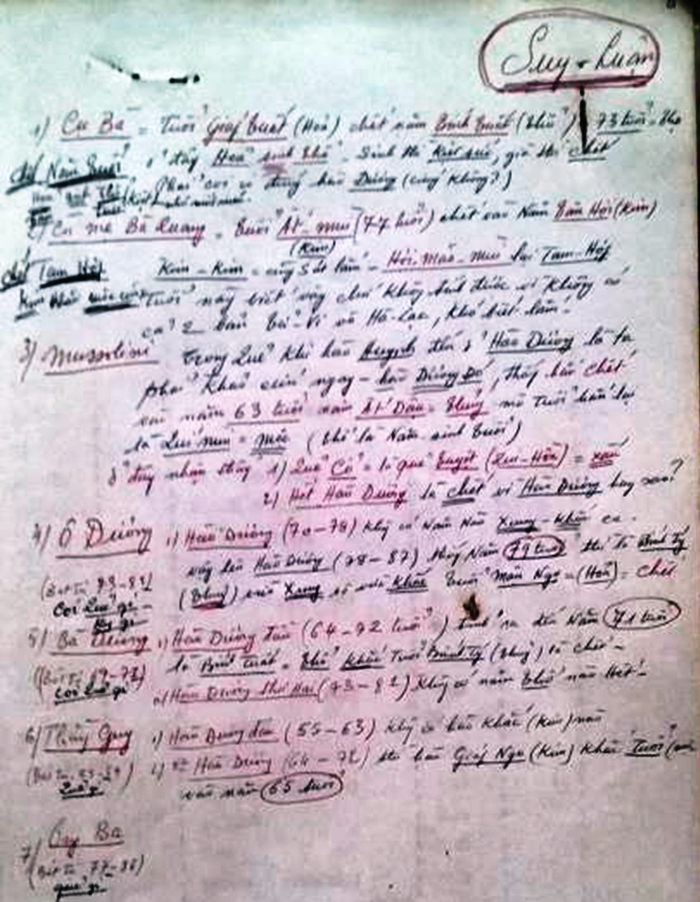
Commentaires 1

## Avantages entre le Tử Vi et le Hà Lạc
- Le Tử Vi est une divination de l'avenir de la vie d'une personne à travers les 12 Maisons (son caractère, sa vie conjugale, sa carrière...) On peut savoir aussi les changements des périodes d'une décennie, d'un an, d'un mois, d'un jour et même d'une heure... par exemple cette pièce de Tử Vi[22]:

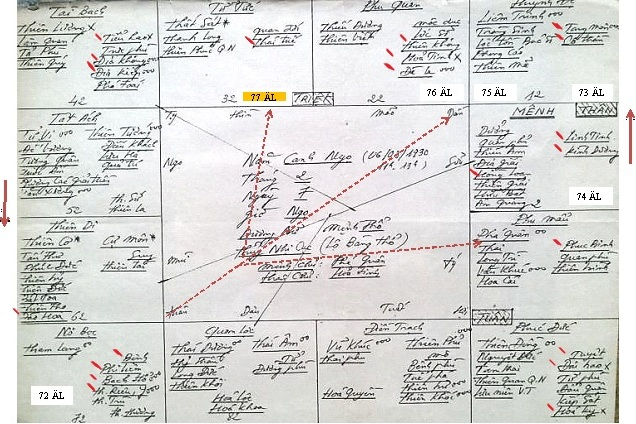
Tử vi du Docteur Dương Quỳnh Hoa, ex-ministre de santé du FNL, décédée en 2006 (76 ans=77 ans du calendrier lunaire) à Saïgon.

- Le Hà Lạc est une prédiction proche et exacte d'une action, mission ou d'un évènement, par exemple : le futur roi Zhou Wen Wang a exécuté une prédiction d'un gâteau-offrande du roi tyrannique Di Xin. La garniture du gâteau était farcie de chair de son fils Bo Yikao et s'il refusait de goûter, il serait tué par sa sagesse.

## Conclusion
En conclusion, c'est le Lý (Idée créatrive, Raison) Số (chiffres), la Raison des chiffres. Le Lý Số,vient de la computation du carré de Luo Shu concernant horoscopes (la vie et mouvement), mathématiques (le temps et l'espace) et géomancie (Feng Shui). Le Hà Đồ (Hà Tableau, Pré Bagua) et le Lạc Thư (Lạc Écrit, Post Bagua) se forment en un seul nom Hà Lạc qui donne des chiffres, des raisons et des résultats.
Le Tử Vi et le Hà Lạc ne sont pas des superstitions. Ce sont des mathématiques avec des données des Koua, des noms astraux, des éléments célestes..., que les anciens sages utilisaient ses dix doigts pour calculer et obtenir le résultat d'une divination. Du colossal calculateur du savant Alan Turing, aux grands ordinateurs d' IBM et de nos jours, des portables à multi-fonctions manipulés par nos doigts aussi comme des sages des milliers d'années BCE pour obtenir les solutions d'une recherche. Du proverbe traduire c'est trahir et du transfert des connaissances incomplètes aux générations suivantes, le Tử Vi - Hà Lạc est devenue une science presque restreinte.